# Gösta Lokrantz
Axel Gustaf August Lokrantz, känd som Gösta Lokrantz, född 8 februari 1875 i Lillkyrka församling i Uppsala län, död 22 december 1949 i Katarina församling i Stockholm, var en svensk grosshandlare.
Gösta Lokrantz föddes som son till godsägaren Axel Vilhelm Lokrantz och friherrinnan Elisabeth von Düben, dotter till Henrik von Düben. Lokrantz var elev vid skolskeppet Abraham Rydberg och gick handelsskola. Han innehade H. V. Olssons järnaffär under firman Gösta A Lokrantz.
Han var medlem i Frimurarorden, Stockholm Borgerskap, Rydbergsgastarna och Neptuniordens styrelsekapitel. Han utsågs 1920 till besiktningsman av Stockholms magistrat.
Han gifte sig med Carolina Kristina Pettersson; makarna fick sönerna Sven (född 1902) och Bengt (född 1908). En sondotter är modeskaparen Kerstin Lokrantz.
Lokrantz är begravd på Norra begravningsplatsen utanför Stockholm.